# Het adderkroontje
Het adderkroontje is een sprookje (AaTh 672 C). Het staat in Ludwig Bechstein's Neues deutsches Märchenbuch dat vanaf 1856 verscheen. Het sprookje stamt uit de sprookjesverzameling van Ignaz en Josef Zingerle uit 1854. 

## Inhoud

De gierige boer en de dienstmeid. Illustratie van Freddie Langeler.

Een dienstmeisje zorgt trouw voor de koeien van een gierige boer. In de stal woont een witte slang met een kroontje op. Het dienstmeisje geeft de slang regelmatig melk waardoor de koeien goed gedijen. Maar de boer wordt boos als hij ziet dat de slang melk krijgt. Hij denkt dat het een giftige worm is en jaagt de dienstmeid weg. Huilend neemt het meisje afscheid van de koeien. Dan komt de slang ook afscheid van haar nemen. Hij laat het kroontje in de hand van het meisje vallen. Het meisje neemt afscheid en ontmoet enige tijd later een rijke boerenzoon. Zij trouwt met hem en zij leefden nog lang en gelukkig.  
De koeien van de gierige boer gedijen echter niet meer nu de slang en de dienstmeid weg zijn. De boer vervalt in armoede en verkoopt zijn boerderij aan de voormalige dienstmeid en haar man. Zo komen de koeien die zij zo goed verzorgde weer in haar handen. Op een dag komt de slang in de stal. Zij geeft de kroon weer terug aan de slang. 

## Herkomst
Bechstein noemt als zijn bron de hierboven genoemde Jozef Zingerle, maar het eind van het sprookje ontbreekt in die versie. Er bestaan nog meer sprookjes over een slang, namelijk De slang met de gouden sleutel, in de verzameling van Bechstein en het Slangesprookje van Grimm. 

## Andere slangen met een kroon

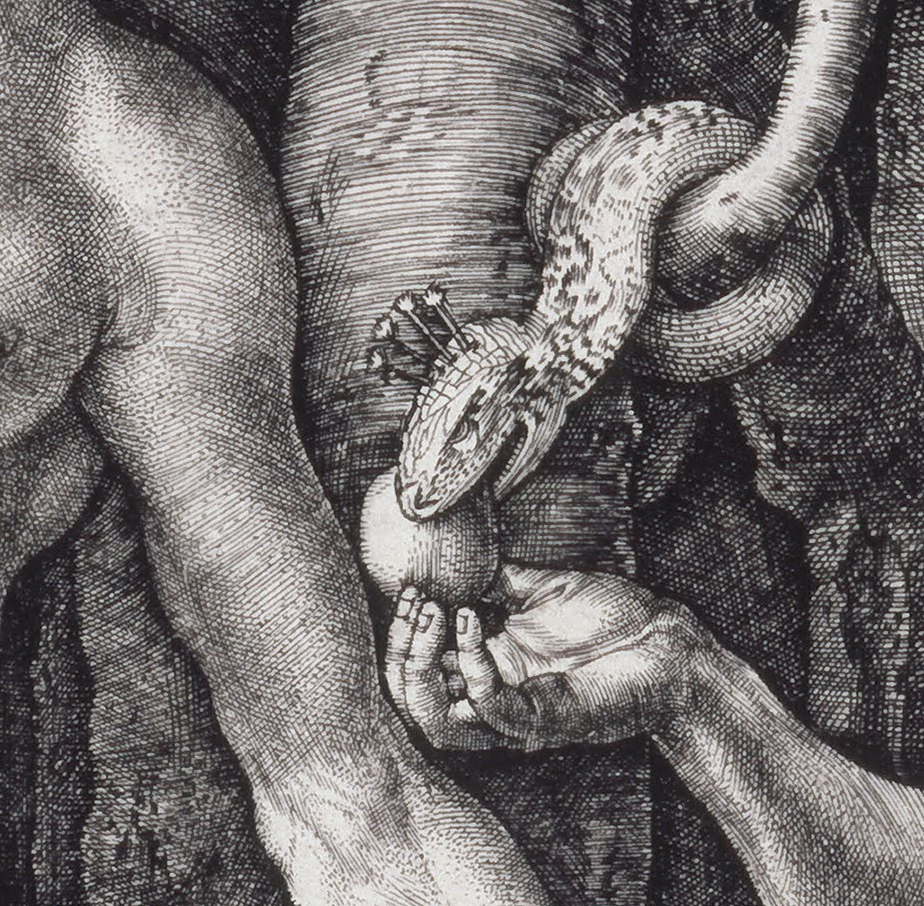
Albrecht Dürer beeldt de slang in het paradijs af met een kroon

Er bestaan in de volkscultuur verschillende verhalen over slangen met een kroon op. Meestal is een ontmoeting met zo een slang ongunstig. Als de slangenkoning in nood verkeert komen alle slangen erop af. Het verhaal over de kroon van de slangenkoning werd opgeschreven in de bundel Nederlandsche sagen en legenden van de Groningse bibliothecaris en schrijver Josef Cohen (1886-1965). Het verhaal zou uit Drenthe stammen en handelt over een boer die arm is en rijk wil worden door het stelen van de kroon van de slangenkoning. Datzelfde verhaal staat in Tales and legends of Saxony en Lusatia uit 1877 van William Westall. Ook in een sprookje van de gebroeders Grimm komt een slang met een kroon voor. 
Ook in Oosterse sprookjes komen slangen met een kroon voor. Die zijn ook goedaardig, zoals de adder in dit sprookje. Een oud verhaal staat in het Oud-Indiase Mahabharata-epos uit 350 n.Chr. Het fabeldier de basilisk draagt ook vaak een kroon. 